# Танк Сиркена
Танк Сиркена — условное название советского проекта тяжёлого танка прорыва, разработанного в январе 1933 года в конструкторском бюро завода «Большевик» под руководством инженера К. К. Сиркена. По проекту, танк должен был обладать мощным артиллерийским вооружением, размещённым в нескольких башнях, и защищаться противоснарядной бронёй. Не вышел из стадии эскизного проектирования.